# Sestrunj
Sestrunj (italienska: Sestrugno) är en ö i Adriatiska havet. Ön tillhör Kroatien och har en yta på 15,12 km2. Dess högsta topp Obručar når 185 m ö.h. Sestrunj ligger mellan öarna Dugi otok, Rivanj och Ugljan i Zadars skärgård. Befolkningen uppgår till 48 invånare (2011). Det finns bara ett samhälle på Sestrunj som bär samma namn som ön. 

## Transporter och kommunikationer
Sestrunj är förbundet med fastlandet och staden Zadar via färjelinjen Zadar-Sestrunj-Molat-Ist.